# Papa's Got a Brand New Bag
Papa's Got a Brand New Bag (Pt. 1 & 2) è un brano musicale scritto ed eseguito da James Brown. Venne pubblicato in due parti su singolo nel 1965, ed è oggi considerato un brano di importanza fondamentale per lo sviluppo del genere funk.

## Descrizione
Il singolo a 45 giri fu il primo di Brown ad entrare nella Billboard Hot 100 Top Ten, raggiungendo la posizione numero 8. Il brano si posizionò anche in vetta alla classifica R&B, restandoci per un periodo di otto settimane.
Papa's Got a Brand New Bag viene ampiamente considerata la prima registrazione di Brown a contenere quello che verrà in seguito definito il suo caratteristico stile musicale, e demarca l'inizio della nascita e dello sviluppo del genere funk. La canzone è una delle composizioni più celebri di James Brown, ed è stata reinterpretata da una moltitudine di artisti, non solo in ambito R&B.

### Riconoscimenti
Nel 2004, Papa's Got a Brand New Bag si è piazzata alla posizione numero 72 nella classifica delle 500 migliori canzoni in assoluto redatta dalla rivista Rolling Stone. (Nel 2010 la rivista ha aggiornato la lista, e la canzone è salita alla posizione numero 71).
Il brano è attualmente posizionato al numero 82 nella classifica delle migliori canzoni di sempre stilata dalla Acclaimed Music.

### Altre versioni di James Brown
Brown registrò una versione di Papa's Got A Brand New Bag con un arrangiamento da big band jazz con la "Louie Bellson Orchestra" per l'LP del 1970 Soul on Top.
Il cofanetto box set Star Time di James Brown include una versione della canzone lunga 6:58, eseguita nel tempo e nella chiave di esecuzione originari. La traccia include la voce di Brown che esclama: «This is a hit!» ("Questa è un successo!") proprio prima dell'introduzione di batteria e fiati.

## Tracce singolo
King 5999
1. Papa's Got a Brand New Bag - Pt. 1 - 2:07
2. Papa's Got a Brand New Bag - Pt. 2 -

## Cover
- 1965: The Fabulous Echoes sull'album Lovin' Feeling.

- 1968: Otis Redding.

- 1987: Roger Troutman sull'album Unlimited!.

- 1995: Jimmy Smith in versione strumentale sull'album Damn!

- 2006: Bebi Dol sull'album Čovek rado izvan sebe živi.[4]

## Formazione
- James Brown - voce solista
- Joe Dupars - tromba
- Ron Tooley - tromba
- Levi Rasbury - trombone
- Wilmer Milton - trombone
- Nat Jones - sax alto
- Maceo Parker - sax tenore e baritono
- St. Clair Pinckney - sax tenore
- Eldee Williams - sax tenore
- Al "Brisco" Clark - sax tenore
- Nat Jones - organo
- Jimmy Nolen - chitarra
- Sam Thomas o Bernard Odum - basso
- Melvin Parker - batteria

## Curiosità
- Il gruppo musicale dei Pigbag, registrò il brano Papa's Got A Brand New Pigbag, chiaramente ispirato al titolo della canzone di Brown, che fu un successo mondiale nel 1981.
- Nel 1995 i Perfecto Allstarz di Paul Oakenfold registrarono la traccia Reach Up (Papa's Got A Brand New Pigbag), che raggiunse la posizione numero 6 nella Official Singles Chart.
- I Capitol Steps incisero una canzone parodia dal titolo Papa's Got A Brand New Baghdad per l'omonimo album del 2004.
- Papa's Got a Brand New Excuse è il titolo di un episodio della quarta stagione della sitcom Willy il principe di Bel Air (in italiano la puntata è stata intitolata Indovina chi torna a casa).
- Papa's Got a Brand New Badge è il titolo di un episodio dei The Simpsons.
- Nel singolo Close my Eyes tratto dall'album Who's Got Trouble? del gruppo americano Shivaree la canzone viene citata nel verso del bridge che recita "[...]Papa's got a brand new bag of gold".